# Tennison-Gambit
Beim Tennison-Gambit handelt es sich um eine Variante der Skandinavischen Verteidigung in der Eröffnung des Schachspiels. Da ein Spieler (Weiß) einen Bauern opfert, handelt es sich um ein Gambit. Sie gehört zu den selten gespielten Eröffnungsvarianten und wird auch noch Lemberg-Gambit oder Abonyi-Gambit genannt.
Das Tennison-Gambit weist große Ähnlichkeiten mit dem Budapester Gambit auf (Farben vertauscht).

## Geschichte
Das erste Mal gespielt wurde diese Eröffnung vom Schach-Amateur Otto Tennison (1834–1909). Tennison wurde in Dänemark geboren, studierte in Deutschland und übersiedelte im Jahre 1854 in die USA. Dort spielte er im Schachklub von New Orleans, außergewöhnliche Schacherfolge sind von ihm nicht bekannt. Viele starke Spieler griffen seine Idee ab der ersten Hälfte des 20. Jahrhunderts auf und machten dieses Gambit salonfähig.

## Varianten
Die Ablehnung des Gambits ist möglich mit 2. … c7–c6 oder 2. … e7–e6. Beide führen zu ausgeglichenem Spiel.
Angenommenes Gambit: 2. … d5xe4 mit Angriff auf den Springer f3. 3. Sf3–g5 mit Gegenangriff auf den schwarzen Bauern auf e4. Spielbar sind nun 3. … e7–e5, 3. … Sb8–c6, 3. Lc8–f5 oder 3. … Sg8–f6.
- 3. … e7–e5! gibt den Bauern zurück und gilt als stärkster Zug. Es sind zahlreiche Pläne möglich. Oft gewinnt Schwarz mehrere Tempi durch Angriffe auf den weißen Springer. 4. Sg5xe4 f7–f5. Schwarz hat nun ein Bauernduo auf e5 und f5, was einen kleinen Vorteil bedeutet. Die Diagonale e8–h5 ist aber geschwächt. Dd1–h5+ kann dies ausnutzen.
  - 5. Se4–g3. Rettet den Springer. Die Stellung ist aber vorteilhaft für Schwarz.
  - 5. d2–d4! Bietet den Springer als Opfer an. Schwarz steht auch hier besser.
    - 5. … f5xe4?! 6. Dd1–h5+! mit ausgeglichener Stellung.
    - 5. … e5xd4! 6. Se4–g5
- 3. … Sg8–f6. Dieser natürliche Zug ist der am häufigsten gespielte Zug. Er verteidigt den Bauern e4, entwickelt eine Figur und bereitet die Rochade vor, ermöglicht aber Weiß mit 4. Sb1–c3 oder 4. d2–d3 eine Falle zu stellen.
  - 4. Lf1–c4 ist der beste Zug mit nur geringem Vorteil für Schwarz. Lc4 und Sg5 greifen nun den schwachen Bauern auf f7 an. Schwarz sollte daher 4. … e7–e6 spielen, um den Läufer die Diagonale zu versperren, was aber auch den weißfeldrigen Läufer auf c8 blockiert.
  - 4. Sb1–c3 greift erneut den Bauern e4 an.
    - 4. … Lc8–g4 mit Gegenangriff auf die weiße Dame. 5. Lf1–e2.
    - 4. … Lc8–f5 verteidigt den Bauern e4. 5. Dd1–e2 greift erneut den Bauern e4 an. Schwarz hat mit 5. … Dd8–d4? nur noch einen einzigen Zug um den Bauern zu verteidigen. 5. d2–d3 und 5. Lf1–c4 sind aber besser. Richtig für Schwarz nach 5. Dd1–e2 ist den Bauern zurückzugeben, beispielsweise mit 5. … a7–a6, 5. … Sb8–c6 oder 5. … Dd8–d7.
      - Falls Schwarz den Bauern verteidigt mit 5. … Dd8–d4? verliert er mindestens eine Figur: 6. De2–b5+! mit Schachgebot sowie Doppelangriff auf den Läufer f5 und den Bauern b7. 6. … Lf5–d7 7. Db5xb7 Ld7–c6 mit Angriff auf die Dame b7, was indirekt auch den Turm auf a8 verteidigt.
        - 8. Lf1–b5 fesselt den Laufer c6 an den König, mit Gewinnstellung.
        - 8. Db7–c8+ Dd4–d8 9. Dc8xd8+ Ke8xd8 10. Sg5xf7+ greift König und Turm an.

  - 4. d2–d3 greift erneut den Bauern auf e4 an. Wenn Schwarz jetzt mit 4. … e4xd3 schlägt, schlägt Weiß mit 5. Lf1xd3 zurück. Greift Schwarz jetzt mit 5. … h7–h6?? den Springer auf g5 an, gewinnt Weiß nach den beiden Opfern 6. Sg5xf7!! Ke8xf7 und 7. Ld3–g6+!! Kf7xg6 mit 8. Dd1xd8 die Dame. Diese Fortsetzung ist im englischsprachigen Raum als Intercontinental Ballistic Missile Gambit bekannt.[2]